# Loin des yeux
Albums de Boulevard des Airs
Je me dis que toi aussi
(2018)
Singles
1. Emmène-moi

Loin des yeux est le cinquième album studio du groupe français Boulevard des Airs, sorti le 26 mars 2021,, chez Columbia - Sony Music Entertainment.

## Promotion
10 ans après la sortie leur premier album du groupe, Paris-Buenos Aires, en 2011, le groupe annonce le 16 juin 2020 l'arrivée d'un prochain album. Cet album est né du confinement. Il est le fruit de nombreuses collaborations artistiques comme Vianney, Jérémy Frérot ou Yannick Noah. 
Le 22 mai 2025, l'album est certifié or. 

## Singles
Le tout premier extrait de l'album est un duo avec LEJ intitulé Emmène-moi.

## Liste des pistes
| 1.  | Et nous vraiment                              | 3:14 |
| 2.  | Emmène-moi (feat. L.E.J)                      | 2:51 |
| 3.  | Dis-moi comment tu danses                     | 3:06 |
| 4.  | Je me dis que toi aussi (feat. Jérémy Frérot) | 2:51 |
| 5.  | Cent histoires                                | 3:00 |
| 6.  | Tu seras la dernière (feat. Lola Dubini)      | 2:46 |
| 7.  | Abécédaire                                    | 3:17 |
| 8.  | Allez reste (feat. Vianney)                   | 2:47 |
| 9.  | Comment ça tue (feat. Claudio Capéo)          | 2:51 |
| 10. | Le déserteur                                  | 3:01 |
| 11. | Mamie (feat. Gauvain Sers)                    | 2:30 |
| 12. | A nos belles années                           | 3:00 |
| 13. | A côté de toi (feat. Tibz)                    | 3:25 |
| 14. | Mélange                                       | 3:07 |
| 15. | Viens (feat. Yannick Noah)                    | 2:49 |
| 16. | Mais depuis quand                             | 3:43 |
| 17. | Cielo Ciego (feat. Doya)                      | 2:45 |
| 18. | Au début de vos lettres                       | 5:17 |
| 19. | Tous les deux (feat. Patrick Bruel)           | 3:09 |
| 20. | Va-t-en                                       | 3:18 |
| 21. | Ici (feat. Tryo)                              | 2:46 |
| 22. | Sacré Michel !                                | 3:03 |
| 23. | Bruxelles (feat. Lunis)                       | 2:59 |
| 24. | Que tout ça recommence                        | 3:22 |

## Clips Vidéo
- Emmène-moi : 19 juin 2020[5]

## Certifications
| Pays          | Certification | Ventes certifiées |
| ------------- | ------------- | ----------------- |
| France (SNEP) | Or            | 50 000            |